# Wergeland (krater)
Wergeland är en nedslagskrater på planeten Merkurius, med en diameter på ungefär 42 kilometer.
1976 uppkallades kratern efter den norske författaren Henrik Wergeland.